# Чон Гёнхёб Агата
Чон Гёнхёб Агата или Агата Чон (кор. 전경협 아가타, 1790 г., Сеул, Корея — 29 сентября 1839 года, Сеул, Корея) — святая Римско-Католической Церкви, мученица.

## Биография
Родилась в 1790 году в корейской нехристианской семье. После смерти отца жила в крайней нищете. Познакомилась с придворной королевского двора Ан Хёнкван. Через некоторое время брат Чон Гёнхёб решил отдать свою сестру замуж, но по заступничеству Ан Хёнкван была введена в королевский двор, где она стала служить придворной дамой. Под влиянием одной из придворной по имени Люция Пак, которая была католичкой, Чон Гёнхёб приняла крещение с именем Агата. Посчитав, что работа во дворце вредит её духовной жизни, Агата Чон переселилась в дом Люции Пак. Свою жизнь посвятила молитве и делам милосердия. После ареста за свою веру избежала пыток, потому что была придворной королевского дворца. Была казнена 29 сентября 1839 года в Сеуле около городских Западных ворот вместе с Магдаленой Хо, Себастьяном Намом, Юлией Ким, Карлом Чо, Игнатием Кимом, Магдаленой Пак, Перпетуей Хон и Колумбой Ким.

## Прославление
Была беатифицирована 5 июля 1925 года Римским Папой Пием XI и канонизирована 6 мая 1984 года Римским Папой Иоанном Павлом II вместе с группой 103 корейских мучеников.
День памяти в Католической Церкви — 20 сентября.